# チャールズ・ロバーツ・スワート
チャールズ・ロバーツ・スワート（アフリカーンス語: Charles Robberts Swart、1894年12月5日 - 1982年7月16日）は、南アフリカ連邦及び南アフリカ共和国の政治家。最後の南アフリカ総督。南アフリカ共和国の初代大統領（国家大統領）でもある。